# Alexander Büttner
Alexander Büttner (ur. 11 lutego 1989 w Doetinchem) – holenderski piłkarz występujący na pozycji lewego obrońcy, zawodnik New England Revolution.

## Życiorys

### Kariera klubowa
Swojego pierwszego gola zdobył w sezonie 2008/2009 przeciwko FC Volendam, SBV Vitesse wygrało 3:1. W 2012 roku odszedł za 5 milionów funtów do Manchesteru United. W pierwszym składzie zadebiutował 15 września 2012 w wygranym 4:0 meczu przeciwko Wigan Athletic, w którym zdobył bramkę i zanotował asystę.
24 czerwca 2014 podpisał trzyletni kontrakt z Dynamem Moskwa. W 2016 był wypożyczony do RSC Anderlecht. Ponownie grał w SBV Vitesse. 1 stycznia 2020 podpisał kontrakt z amerykańskim klubem New England Revolution.

## Statystyki

### Klubowe
| Sezon   | Klub              | Kraj     | Liga                    | Występy | Gole |
| ------- | ----------------- | -------- | ----------------------- | ------- | ---- |
| 2007/08 | SBV Vitesse       | Holandia | Eredivisie              | 1       | 0    |
| 2008/09 | SBV Vitesse       | Holandia | Eredivisie              | 23      | 3    |
| 2009/10 | SBV Vitesse       | Holandia | Eredivisie              | 27      | 2    |
| 2010/11 | SBV Vitesse       | Holandia | Eredivisie              | 24      | 0    |
| 2011/12 | SBV Vitesse       | Holandia | Eredivisie              | 32      | 5    |
| 2012/13 | Manchester United | Anglia   | Barclays Premier League | 5       | 2    |
| 2013/14 | Manchester United | Anglia   | Barclays Premier League | 8       | 0    |
| 2014/15 | Dinamo Moskwa     | Rosja    | Priemjer-Liga           | 14      | 1    |
| 2015/16 | Dinamo Moskwa     | Rosja    | Priemjer-Liga           | 1       | 0    |
| 2015/16 | RSC Anderlecht    | Belgia   | Eerste klasse A         | 14      | 1    |

Ostatnia aktualizacja: koniec sezonu 2015/2016

## Osiągnięcia
Manchester United
- Mistrzostwo Anglii: (1) 2012/2013
- Tarcza Wspólnoty: (1) 2013